# Kraftwerk Hendrina
Das Kraftwerk Hendrina (englisch: Hendrina Power Station) ist ein in den 1970er Jahren erbautes Kohlekraftwerk des staatlichen südafrikanischen Energieversorgers Eskom mit einer installierten Leistung von 2 GW. Die Anlage ist ein Schachtkopf-Kraftwerk, das die Steinkohle aus der angegliederten Kohlengrube verbrennt.

## Anlage
Die Anlage liegt in der Provinz Mpumalanga etwa 40 km südlich von Middelburg. Sie besteht aus zehn 200-MW-Blöcken, die zwischen 1970 und 1976 in Betrieb gingen. In der bei Fertigstellung längsten Turbinenhalle aller Eskom-Kraftwerke stehen zehn in Längsrichtung angeordnete zweigehäusige Turbinensätze von der Kraftwerk Union. Das Kraftwerk verfügt über zwei 155 m hohe Schornsteine und wird von sieben 116 m hohen Nasskühltürmen gekühlt.
Zwischen 1995 und 1997 wurde die Blöcke 6 bis 10 überholt und mit einem gemeinsamen Kontrollraum ausgerüstet, die restlichen Blöcke folgten in den Jahren 2000 bis 2003. Das Kraftwerk Hendrina ist eine der ältesten Anlagen Südafrikas, die ununterbrochen in Betrieb steht.